# Ла Барредора
Ла Барредора (исп. El Comando del Diablo)— преступная группировка, базирующаяся в мексиканском курортном городе Акапулько (штат Герреро) и прилегающих к нему территориях.

## История группировки
Группа Ла Барредора возникла в период активной борьбы правительства Мексики с наркобизнесом, отколовшись от Картеля Бельтран Лейва.
Картель Бельтрана Лейва начал деятельность в Акапулько, но сначала не имел влияния в городе. После того, как мексиканские военные в декабре 2009 года расстреляли лидера картеля Артуро Бельтран Лейва, его брат Гектор Бельтран Лейва, возглавив часть людей организации, объявил войну Эдгару Вальдесу Вильяреалу, который к тому времени длительный период времени был правой рукой Артуро Бельтран Лейва.
В условиях этой борьбы Вальдес Вильярреал пытался назначить себе преемника, но не смог сохранить единство организации и часть наркоторговцев возглавляемого им картеля откололись и образовали свою собственную преступную группировку — Независимый картель Акапулько. В течение нескольких недель сформировалась и другая группа, которая назвала себя Ла Барредора. Лидер этой группировки Эдер Иаир Соса Карвахаль по прозвищу Эль Кремас основал организацию вместе с Эрнандесом Тарином Эль Крисом и Виктором Мануэлем Риверой Галеана Эль Гордо.
Вильярреал Вальдес был захвачен мексиканской федеральной полицией в августе 2010 года, но столкновения между группировками за контроль над Акапулько продолжались и после этого.
18 октября 2011 года был арестован Эрнандес Тарином. 4 ноября 2011 года правоохранительные органы арестовали Виктора Мануэля Ривера Галеану.
Картель ведет борьбу со своим противником  — Независимым картелем Акапулько.